# Associação Desportiva Lusaca
A Associação Desportiva Lusaca é um time de futebol feminino da cidade de Dias d'Ávila (Bahia). O clube foi fundado por Ruan Conceição Matos em 3 de novembro de 2007, e suas cores são o vermelho, o verde e o amarelo.
A Lusaca participa do Campeonato Baiano de Futebol Feminino desde 2008, chegando às finais em 2011, 2015 e 2017. Neste ano, ela teve o melhor desempenho da história, quando se sagrou campeã nas finais contra o Jequié. O titulo estadual veio de forma invicta, após oito vitórias e apenas um empate. Com a conquista, o time participou da seletiva para a segunda divisão do Brasileirão Feminino de 2018.
O clube disputou a Copa do Brasil de Futebol Feminino em 2008  em substituição ao São Francisco Esporte Clube que desistiu de participar da competição.
Em 2018, o clube formou uma parceria com o Esporte Clube Bahia para disputar o Campeonato Baiano de Futebol Feminino de 2019, bem como a Copa do Nordeste de Futebol Feminino pelas categorias Sub-17 e Sub-20.